# Il ritorno di sir Richard Grenville
Il ritorno di Richard Grenville è una poesia postuma scritta da Robert Howard e appartenente al ciclo di Solomon Kane.

## Storia editoriale
La poesia è stata pubblicata per la prima volta all'interno della raccolta Red Shadows edita dalla Donald M. Grant, Publisher, Inc., nel 1968. L'agente letterario di Howard, Glenn Lord, nella sua ricostruzione cronologica la colloca successivamente al racconto incompiuto Hawk di Basti e sempre secondo lui Solomon Kane si ritroverebbe in un territorio di cannibali.
In Italia la poesia è stata pubblicata per la prima volta nel settembre 1979 all'interno del secondo volume della collana Il Libro d'Oro della Fantascienza edita da Fanucci Editore.

## Trama
Sul punto di subire un agguato da parte di alcuni cannibali, Solomon Kane viene svegliato dal fantasma del suo defunto sodale Richard Grenville riuscendo poi a respingere l'attacco a sorpresa con il suo aiuto.

## Critica
Frank Coffman, autore del libro Robert E. Howard: Selected Poems, afferma che la poesia appartiene ad un raro tipo di storie di fantasmi in cui è presente il "fantasma utile" ovvero uno spirito che torna tra i vivi per avvertirli, portare loro aiuto, proteggerli a seconda dei casi.
Howard usa il linguaggio figurato (come "crawling mist", "hounds of doom", "his arm was steel and knotted oak") per ravvivare la storia narrata nella sua poesia donandole un ritmo e una carica d'azione similare ai suoi racconti in prosa; "la compattezza e il ritmo veloce dei dettagli della storia comprimono la visione di Howard in una furiosa raffica di azione"..
Nella poesia, una ballata letteraria ovvero la sua forma preferita seppure la declini in vario modo, Howard segue uno schema di rime ABAB in ogni strofa mentre come schema metrico la base è un giambico più regolare in tetrametri e trimetri rispettivamente nei versi pari e dispari, sebbene si attenga ad esso solo nelle strofe 7 e 8..
In ciascuna delle altre strofe del poema, Howard inserisce un piede irregolare, di solito un anapesto per un giambo, come nella strofa due nei versi due e tre.:
No nightwind shook the forest deep
Where the shadows of Doom were spread,
And Solomon Kane awoke from sleep
And looked upon the dead.
Un esempio di piede metrico invertito, piede trocheo/trocaico per giambo/giambico, si ha nella riga 2 della strofa 1.:
One slept beneath the branches dim,
Cloaked in the crawling mist,
And Richard Grenville came to him
And plucked him by the wrist.
Nell'ultimo verso, Howard termina con due accenti forti, omettendo la sillaba non accentata dell'ultimo piede. L'effetto delle due sillabe fortemente accentate alla fine rafforza e dà impatto al verso. A giudizio di Coffman questa poesia "è un altro bell'esempio del genio narrativo e poetico di Robert E. Howard. Solo nei primi 25 anni della sua vita, era diventato un maestro della ballata e di altre forme e aveva sviluppato il suo orecchio per il linguaggio poetico e musicalmente ritmico".

## Adattamenti
La poesia ha avuto un solo adattamento a fumetti realizzato dalla Marvel Comics nel 1979 all'interno del magazine antologico Savage Sword of Conan.
| Data        | Edizione inglese         | TItolo                              | Titolo italiano                     | Sceneggiatura | Disegni      | Colori        | Copertina  | Prima edizione italiana                   | Data italiana |
| ----------- | ------------------------ | ----------------------------------- | ----------------------------------- | ------------- | ------------ | ------------- | ---------- | ----------------------------------------- | ------------- |
| Giugno 1979 | Savage Sword of Conan 41 | The Return of Sir Richard Grenville | Il ritorno di Sir Richard Grenville | Roy Thomas    | David Wenzel | Bianco e nero | Earl Norem | La Saga di Solomon Kane 2 (Panini Comics) | Giugno 2018   |

## Edizioni
- The Return of Sir Richard Grenville, in Red Shadows, Donald M. Grant, Publishing, inc., 1968.

- Il Ritorno di Sir Richard Grenville, traduzione di Roberta Rambelli, in Il Libro d'Oro della Fantascienza 2, Fanucci Editore, settembre 1979